# Kreis Pavia
Der Kreis Pavia (italienisch circondario di Pavia) existierte 1859 bis 1927 in der italienischen Provinz Pavia.

## Gemeinden (1863)
- mandamento I di Pavia
  - Pavia
- mandamento II di Pavia
  - Bescapè; Borgarello; Bornasco; Campo Morto; Cassine Calderari; Cassine Sirigari; Cassine Tolentine; Castel Lambro; Cavagnera; Comairano; Corbesate; Corpi Santi di Pavia; Siziano; Gualdrasco; Landriano; Mandrino; Mangialupo; Mirabello ed Uniti di Pavia; Misano Olona; Pairana; Ponte Carate; San Genesio; San Varese; San Zeno e Foppa; Torre del Mangano; Torre d’Isola; Torrevecchia Pia; Trognano; Vairano; Vidigulfo; Vigonzone; Villalunga; Villareggio; Zeccone; Zibido al Lambro
- mandamento III di Bereguardo
  - Baselica Bologna;  Battuda; Bereguardo; Carpignago; Casatico; Casorate Primo; Giovenzano; Giussago; Guinzano; Liconasco; Marcignago; Origioso; Papiago; Pissarello; Rognano; San Perone; Torradello; Torriano; Torrino; Trivolzio; Trovo; Turago Bordone; Vellezzo; Zelata
- mandamento IV di Belgioioso
  - Albuzzano; Barona; Belgioioso; Belvedere al Po; Buttirago; Cà della Terra; Cà de’ Tedioli; Calignano; Cava Carpignano;  Ceranuova; Filighera; Fossarmato; Lardirago; Linarolo; Marzano; Montesano al Piano; Motta San Damiano; Prado; Roncaro; Sant’Alessio con Vialone; Santa Margherita Po; Spirago; Vaccarizza; Valle Salimbene; Vigalfo; Vimanone; Vistarino; Vivente
- mandamento V di Cava Manara
  - Carbonara al Ticino;  Cava Manara; Gerre Chiozzo; Mezzana Rabattone; Mezzano Siccomario; Santa Maria di Strada; San Martino Siccomario; Sommo; Torre de’ Torti; Villanuova Ardenghi; Zinasco
- mandamento VI di Corte Olona
  - Badia; Campo Rinaldo; Chignolo Po; Copiano; Corte Olona; Costa de’ Nobili; Genzone; Gerenzago; Inverno; Magherno; Mezzano Parpanese; Miradolo; Monte Bolognola; Monte Leone sui Colli Pavesi; Monticelli Pavese; Pieve Porto Morone; Santa Cristina e Bissone; Spessa; San Zenone al Po; Torre d’Arese; Torre de’ Negri; Villanterio; Zerbo
- mandamento VII di Sannazzaro de’ Burgondi
  - Alagna; Ferrera Erbognone; Pieve Albignola; Sannazzaro de’ Burgondi; Scaldasole